# Nico Sapio
Nico Sapio (Novara, 22 agosto 1929 – Brema, 28 gennaio 1966) è stato un giornalista, telecronista sportivo e radiocronista italiano.

## Biografia
In servizio presso il centro RAI di Genova come telecronista specializzato nella disciplina del nuoto e della vela e radiocronista della prima ora in Tutto il calcio minuto per minuto; fu una delle voci delle Olimpiadi di Roma del 1960 e delle Olimpiadi di Tokyo 1964. Di lui si ricorda, fra l'altro, anche un commosso servizio speciale radiofonico sui funerali di Fausto Coppi.
Il 28 gennaio 1966 morì, all'età di 36 anni, assieme agli atleti della nazionale azzurra di nuoto, nell'incidente aereo di Brema, dove si stava recando per una telecronaca.
È sepolto nel cimitero di Portofino.
In suo ricordo la U.I.S.P. di Genova ha istituito nel 1974, organizzazione dal 1998 gestita dalla Società Genova Nuoto, il "Trofeo Nico Sapio": attualmente la gara riveste carattere internazionale.
Gli è stato intitolato un impianto sportivo, la Piscina Nico Sapio, Multedo in Via dei Reggio 10 a Genova Pegli.